# ヌワコート

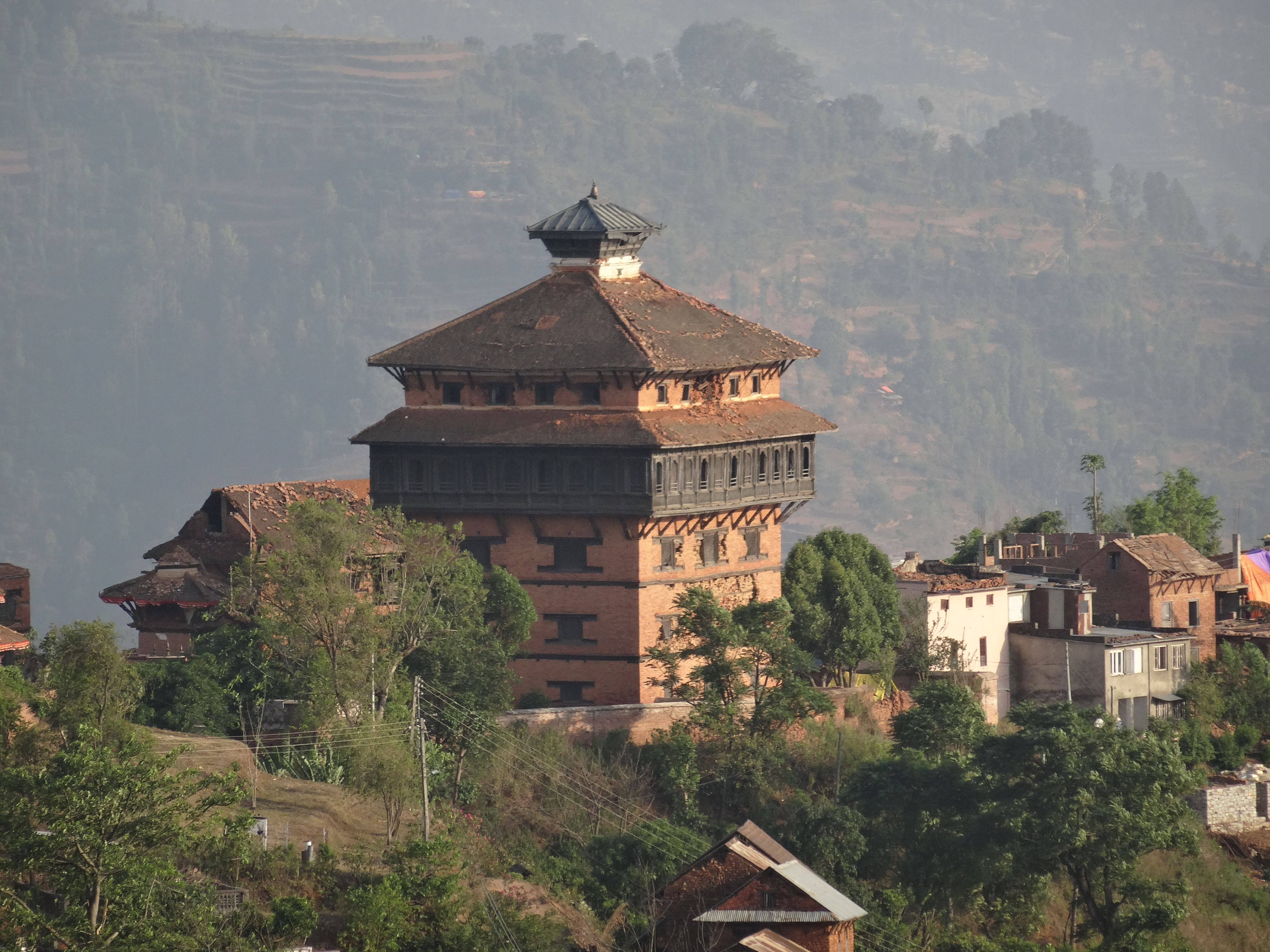
ヌワコートの宮殿

ヌワコート（ネパール語：नुवाकोट、Nuwakot）は、ネパールのバグマティ県、ヌワコート郡の村。首都カトマンズから75キロの地点に位置。

## 歴史
古くはチベット交易の要衝であり、この地をめぐりゴルカ朝とマッラ朝の争いが幾度ととなく繰り広げられた。
18世紀、マッラ朝により宮殿、神殿が建設された。